# Topomyia vijayae
Topomyia vijayae är en tvåvingeart som beskrevs av Ramalingam 1975. Topomyia vijayae ingår i släktet Topomyia och familjen stickmyggor. Inga underarter finns listade i Catalogue of Life.